# 阿諾爾迪冰原島峰
74°54′S 71°12′W / 74.900°S 71.200°W
阿諾爾迪冰原島峰（英語：Arnoldy Nunatak），是南極洲的冰原島峰，位於帕爾默地，處於卡希爾山以南2公里，屬於斯凱海冰原島峰的一部分，以新罕布什爾大學的物理學家命名，現時由南極條約體系管理。